# 808年
| 千纪： | 1千纪                                                                                           |
| 世纪： | 8世纪 \| 9世纪 \| 10世纪                                                                        |
| 年代： | 770年代 \| 780年代 \| 790年代 \| 800年代 \| 810年代 \| 820年代 \| 830年代                       |
| 年份： | 803年 \| 804年 \| 805年 \| 806年 \| 807年 \| 808年 \| 809年 \| 810年 \| 811年 \| 812年 \| 813年 |
| 纪年： | 戊子年（鼠年）；唐元和三年；南诏上元二十五年；日本大同三年；渤海国正曆十四年                    |

## 大事记
- 中國
  - 安西四鎮完全失陷於吐蕃。
  - 长安举行考试选拔人才，举人牛僧孺、李宗闵、皇甫湜等在考卷裡批评了朝政，觸怒宰相李吉甫，後來與李吉甫之子李德裕結怨，牛李黨爭開始。
- 法兰克人与丹麦人、萨克森余党的联盟作战。